# Karlskoga (stad)

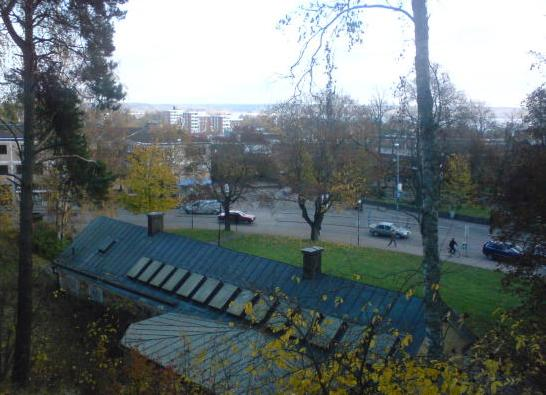
Het centrum van Karlskoga

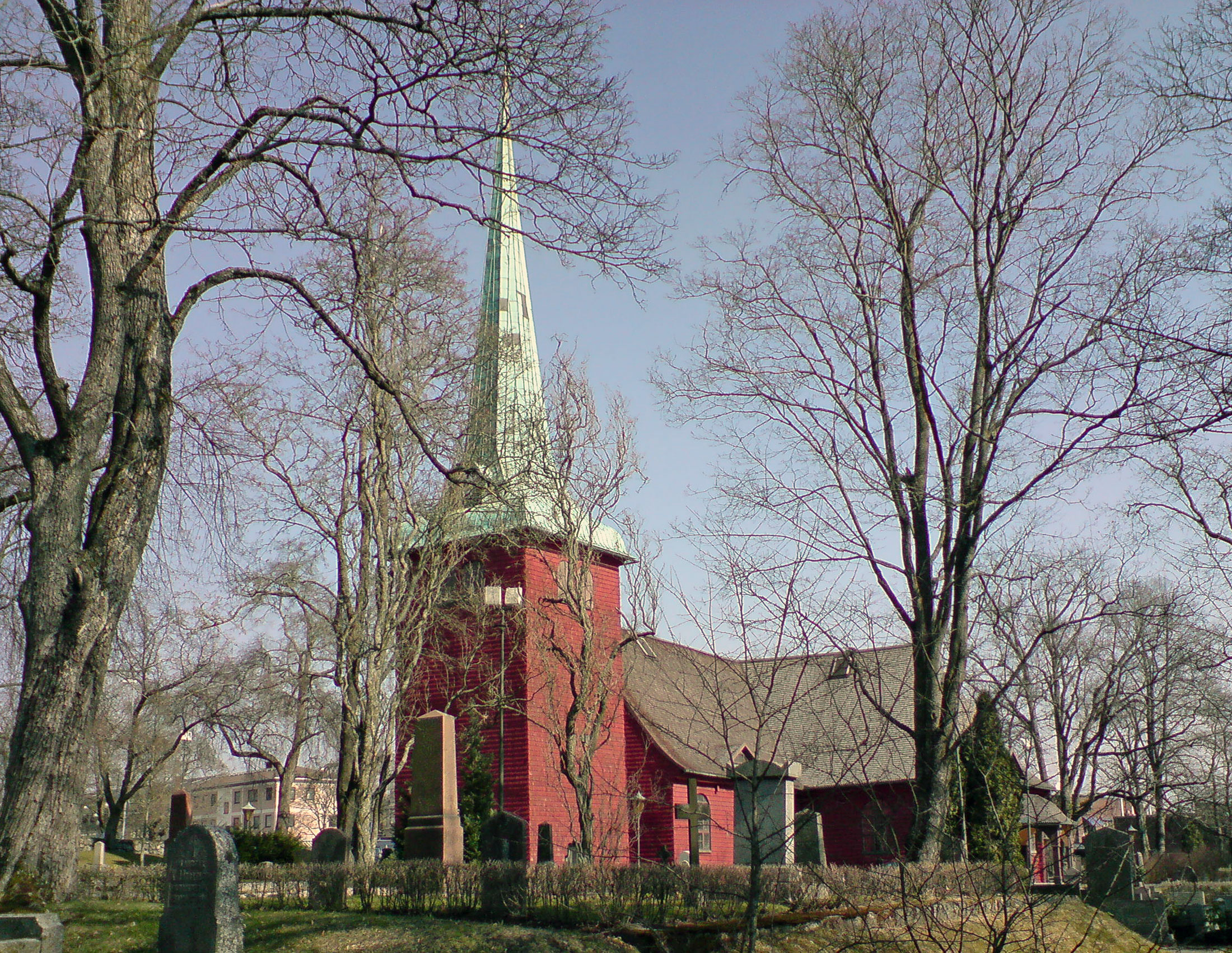
De kerk van Karlskoga, april 2008

Karlskoga is de hoofdstad van de gemeente Karlskoga in het landschap Värmland en de provincie Örebro län in Zweden. De plaats heeft 27500 inwoners (2005) en een oppervlakte van 2740 hectare. Het is de op een na grootste stad van Värmland en het enige tätort van de gemeente Karlskoga. Karlskoga is zeer uitgestrekt voor een stad met dit inwonertal.

## Naam
De stad ligt aan de noordoever van het Möckeln-meer en heette oorspronkelijk Möckelns bodar, waarbij het bodar verwijst naar de veeboerderijen van boeren uit Närke. De naam Karlskoga verwijst naar hertog Karl (geboren 1550, gestorven 1611, de latere Zweedse koning Karl IX), die kort voor 1600 een bezoek heeft gebracht aan de plaats. Skog (uitgesproken als skoeg) betekent bos. Toen de stad in 1940 stadsrechten kreeg, werd definitief gekozen voor de naam Karlskoga. Een andere mogelijkheid was geweest Bofors, naar het stadsdeel waar de wapenfabriek met die naam is gevestigd.

## Bofors
Vanaf het begin van de negentiende eeuw heeft Bofors zijn stempel gedrukt op de ontwikkeling van de stad. De ligging van Karlskoga midden in het land en omgeven door bossen werd gunstig geacht voor de wapenindustrie, omdat een eventuele vijand hier moeilijk zou kunnen doordringen. In 1894 kwam de wapenfabriek geheel in handen van Alfred Nobel. Huize Björkborn in Karlskoga werd diens officiële adres en Karlskoga zou de plaats worden, waar in 1896 Nobels beroemde testament geopend zou worden. Tot op heden noemt de stad zich graag Alfred Nobels Karlskoga. Björkborn is tegenwoordig een museum gewijd aan Alfred Nobel en zijn experimenten, waar ook aandacht wordt besteed aan de industriegeschiedenis van de stad en aan de producten van Bofors. Een ander stuk industriegeschiedenis is de hoogoven van Granbergsdal, tien kilometer ten noorden van het centrum van Karlskoga. Van 1642 tot 1925 produceerde men hier ruwijzer.

## Tegenwoordig
Op het hoogtepunt van Bofors omstreeks 1970 woonden 40 000 mensen in de gemeente Karlskoga en had Bofors 10 000 werknemers. In de jaren tachtig en negentig werd Karlskoga zwaar getroffen door de teruggang in de wapenindustrie. Tegenwoordig is de bedrijvigheid meer divers. Vanaf het begin van de eenentwintigste eeuw hebben zich andere geavanceerde industriële bedrijven gevestigd in oude Boforsgebouwen. Karlskoga is inmiddels de Zweedse stad met de meeste patenten per hoofd van de bevolking. In 2003 stichtte de Universiteit van Örebro de Campus Karlskoga met tweejarige HBO-opleidingen. De naam Campus Karlskoga werd in 2007 veranderd in Campus Alfred Nobel. Er zijn basisopleidingen mediadesign, techniek en verpleegkunde. In 2007 werd ook een nieuw onderzoekscentrum voor modellering en simulatie opgericht.

## Verkeer

### Snelweg

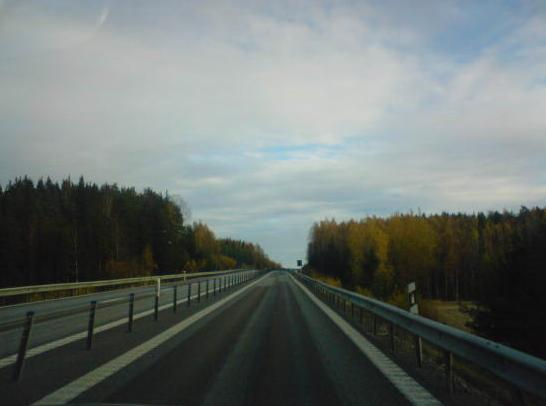
E18 Karlskoga-Kristinehamn

De E18 loopt door Karlskoga. Deze weg heeft in elke richting twee rijstroken. Op het gedeelte binnen Karlskoga bevinden zich veel verkeerslichten. De maximumsnelheid is deels 50 km/u, deels 70 km/u. Dit gedeelte van de E18 dateert uit 1969. Er zijn futuristische plannen om een brug over het Möckeln-meer te bouwen, teneinde de geluidsoverlast in het centrum van Karlskoga te verminderen. De E18 oostwaarts naar Örebro bevat gelijkvloerse kruisingen; eind 2008 was de helft van het traject Karlskoga-Örebro snelweg. De E18 westwaarts naar Kristinehamn is een driestrooksweg.
Tevens heeft de stad de wegen Länsväg 205, Länsväg 237 en Länsväg 243.

### Bus
Er zijn buslijnen naar de meeste plaatsen in de omtrek. Het stadsvervoer wordt verzorgd door Länstrafiken Örebro.

### Vliegtuig
Karlskoga beschikt over een klein gemeentelijk vliegveld. Ooit waren er reguliere vluchten naar Arlanda. Deze waren niet rendabel en zijn gestaakt.

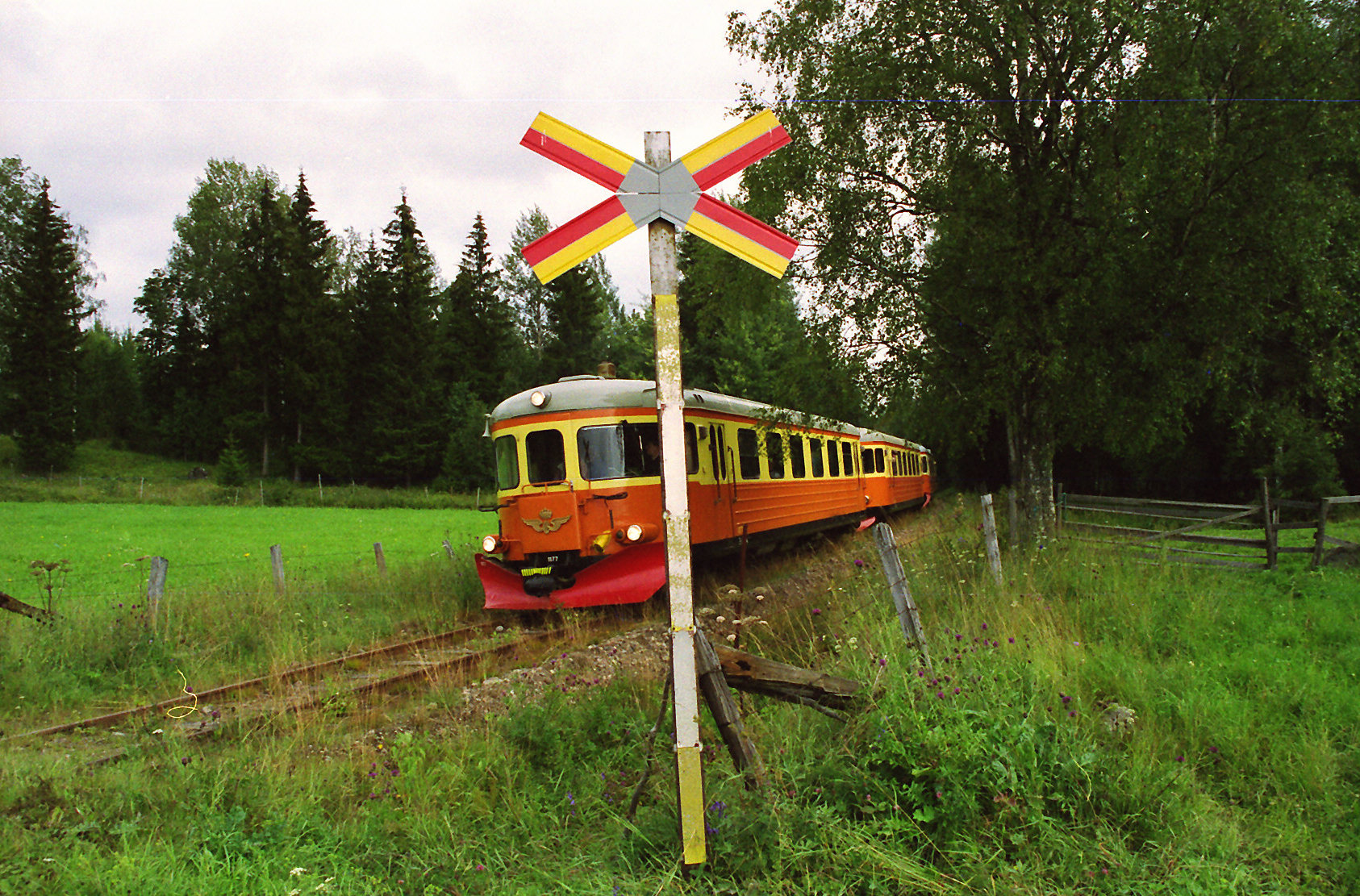
Railbus tussen Karlskoga en Nora

### Trein
Tot en met 1966 was er regulier treinverkeer van en naar Karlskoga, verzorgd door de Nora Bergslags Järnväg. Sindsdien is er slechts goederenvervoer. Het dichtstbijzijnde spoorwegstation is in Degerfors, ongeveer tien kilometer ten zuiden van Karlskoga. Op bepaalde dagen in de zomer rijden er toeristische railbussen van de Nora Bergslags Veteran-Jernväg vanaf station Bofors naar Nora, Degerfors en Björkborn (Nobelmuseum).

## Geboren
- Agneta Andersson (1961-2023), kajakker
- Emil Johansson (1986), voetballer